# Podrugi
Podrugi (Подруги) è un film del 1935 diretto da Leo Arnštam.